# Paloč
Paloč je naseljeno mjesto u općini Uskoplje, Federacija Bosne i Hercegovine, BiH.

## Povijest
Na Paloču se nalaze ostatci srednjovjekovne nekropole (lokalitet Kamen) koju sačinjava sedam sandučastih i tri pločasta stećka. Na Paloču su za vrijeme osmanske vlasti kulu imali Hadžibulići.
Ime Paloč najvjerojatnije potječe od latinske riječi palatium odnosno palatia što znači dvor. U 18. stoljeću Paloč se naziva Palača ili Palač.

## Stanovništvo

### 1991.
Nacionalni sastav stanovništva 1991. godine, bio je sljedeći:
Ukupno: 316
- Hrvati - 297
- Muslimani - 18
- Jugoslaveni - 1

### 2013.
Nacionalni sastav stanovništva 2013. godine, bio je sljedeći:
ukupno: 351
- Hrvati - 323
- Bošnjaci - 27
- ostali, neopredijeljeni i nepoznato - 1

## Poznate osobe
- Nada Plejić, pjesnikinja

## Galerija
- Gornji Paloč odn. stari dio Paloča koji je većim dijelom bez stanovnika
- Jesen na Paloču